# Вірати
Вірати́ (Віратті) — маленьке село в Лакському районі Дагестану (Росія). Знаходиться на південному схилі гори Кімізи (2429 м), за 13 км на схід, від районного центру села Кумух.
В період найбільшого розвитку тут було 50 дворів. В 1886 році було 48 дворів, а в 1914 році мешкало 201 особа.
З цього села у Другу світову війну на фронт пішло 18 чоловік, 8 з них додому не повернулося.